# 妙海寺 (勝浦市)
妙海寺（みょうかいじ）は、千葉県勝浦市新官にある日蓮宗の寺院。山号は正榮山。 旧本山は茂原藻原寺(身延門流)、小西法縁。

## 歴史
延文4年（1359年）日海（茂原藻原寺5世） により勝浦の出水に創建された。明暦2年（1656年）領主の植村土佐守が浄土宗の香花院建立のため強制的に移転され慧妙院日心（植村玄藩の父）により現在地に移転した。

## 境内
- 本堂

## 歴代
- 日海

## 旧末寺
日蓮宗は昭和16年（1941年）に本末を解体したため、現在では旧本山、旧末寺と呼びならわしている。
- 栄久山蓮性寺（勝浦市沢倉）